# Cymbopetalum penduliflorum
La flor de oreja u orejuela (Cymbopetalum penduliflorum) es una especie vegetal de la familia de las anonáceas. Se distribuye por las selvas altas de Mesoamérica, desde Jalisco al noroeste, hasta Honduras en el sureste. En cuanto al aprovechamiento humano, cabe destacar el uso culinario de sus flores como aromatizante de comidas y bebidas, especialmente del chocolate.

## Terminología
Los diferentes nombres de esta planta hacen referencia a la característica de sus flores, que crecen colgando a modo de las orejas humanas. Por ejemplo, su epíteto específico penduliflorum deriva del latín pendulus (‘colgante’) y florum (‘flor’).
Entre los nombres tradicionales registrados se incluye:
- Flor de oreja (Veracruz, Tabasco, etc.)[7]
- Orejuelo (Chiapas)
- Anón de montaña, guineo de montaña
- Guineíllo, guineíllo prieto
- En náhuatl, xochinacaztl (de xochitl, ‘flor’ y nacaztli, ‘oreja’), hispanizado como sochinacaste, sochinacastle o xoxhinacastel. También  hueynacaztli, teōnacazcuahuitl o teōnacaztli.
- En lengua mam, tzchiquin itz (Todos Santos Cuchumatán)
- En qʼeqchiʼ, muc' (área de Cobán)[8]

## Descripción botánica
La planta crece como un pequeño árbol o arbusto con hojas dísticas, subsésiles y oblanceoladas. Tiene flores solitarias que nacen de pedúnculos largos y delgados que salen de los entrenudos de las ramas más pequeñas. Sus sépalos son ampliamente ovados o suborbiculares, cuspidados, reflejados a lo largo. Los pétalos exteriores son similares, pero son mucho más grandes que los sépalos. Los pétalos interiores son gruesos y carnosos con un margen involuntario que les hace parecerse a una oreja humana. Cuando están frescas, las flores picantes son de color amarillo verdoso con la superficie interna de los pétalos internos tendiendo hacia el color naranja, y finalmente se vuelven de color café, púrpura o granate, y se rompen con una fractura de color naranja brillante.

## Distribución
Es nativa de las zonas montañosas del sur de México, Guatemala, y El Salvador. Todavía se cultiva como especia en las regiones guatemaltecas alrededor de Cobán y Jacaltenango y se vende en los mercados de esas áreas, así como en Antigua Guatemala, Santa Ana (El Salvador) y San Andrés Tuxtla (México).

## Usos
Las flores secas de C. penduliflorum y la especie relacionada C. costaricense se usan tradicionalmente para dar un sabor especiado al chocolate a pesar de que este uso se ha sustituido en gran medida por la canela y otras especias llegadas del Viejo Mundo. Los pétalos secos se agregan como condimento en atoles, pinoles y café.